# Таммела (стадіон, 2023)
Не варто плутати з Таммела (стадіон).
Стадіон Таммела — футбольний стадіон у місті Тампере, Фінляндія. Це домашній стадіон клубу Вейккаусліги «Ільвес» та команд четвертого дивізіону (Какконен) «Тампере» і «Тампере Юнайтед». Стадіон також використовує жіноча команда «Ільвес», яка грає в лізі Найстен. Новий стадіон «Таммела» буде використовуватися з сезону 2024 року.

## Стадіон
Попередній стадіон не відповідав вимогам Вейккаусліги, тому була потрібна модернізація. У 2014 році місто Тампере провело архітектурний конкурс, під час якого за основу для проєкту забудови обрали пропозицію під назвою Hattutemppu («хет-трик») від JKMM Architects. У новому комплексі, крім стадіону, мали з'явитися квартири, а також офісні та торгівельні приміщення. Спочатку новий стадіон мав вміщати близько 6500 глядачів і відповідати критеріям 3 категорії УЄФА. Однак у грудні 2020 року міська рада вирішила збільшити виділене фінансування, щоб стадіон вміщував 8000 глядачів і відповідав критеріям категорії 4, що дає змогу приймати футбольні матчі найвищого рівня. Комплекс також містить торговий центр, паркінг та допоміжні приміщення на першому рівні стадіону. Торговий центр відкрито 9 листопада 2023 року.
Стадіон є стадіоном УЄФА 4 категорії зі штучним покриттям. Будівельні роботи на стадіоні були завершені в січні 2024 року, і цього ж року мають відбутися перші змагальні ігри.